# 石渡 (弘前市)
石渡（いしわたり）は、青森県弘前市の地名。郵便番号は036-8316。

## 地理
町内を青森県道31号弘前鯵ケ沢線・青森県道41号弘前環状線・青森県道37号弘前柏線が通る。北は町田、北東は八代町、北東から東にかけて船水、東から東南にかけて浜の町北、南は浜の町西、西は土堂に接する。

### 小字
小字として田浦・玉水・大保がある。

## 沿革
- 1889年（明治22年） - 弘前市の大字。
- 1972年（昭和47年） - 土堂・石渡・鳥町から分離、石渡一〜五丁目になる。

## 世帯数と人口
2023年（令和5年）7月1日現在の世帯数と人口は以下の通りである。
| 丁目・大字 | 世帯数  | 人口    |
| ---------- | ------- | ------- |
| 石渡一丁目 | 94世帯  | 223人   |
| 石渡二丁目 | 121世帯 | 236人   |
| 石渡三丁目 | 235世帯 | 471人   |
| 石渡四丁目 | 322世帯 | 673人   |
| 石渡五丁目 | 26世帯  | 61人    |
| 計         | 798世帯 | 1,664人 |

## 施設

### 教育
- 藤代保育園
- 三ツ矢自動車学校

### 医療
- 梅村病院
- 千葉胃腸科内科医院
- ふじた歯科医院

### 福祉
- ケアポートバンドー弘前

### 商業
- サンデー弘前石渡店
- マックスバリュ弘前城北店
- ファミリーマート弘前石渡三丁目店
- ほっかほっか亭石渡店

### 工業
- キヤノンプレシジョン石渡事業所
- 弘前光学レンズ
- 三浦酒造

### 公共
- 河西体育センター
- すぱーく弘前
- 石渡町会公民館
- 石渡ホームタウン集会所
- 石渡児童公園
- 石渡ふれあい公園
- やすらぎ温泉

## 小・中学校の学区
市立小・中学校に通う場合、学区は以下の通りとなる。
| 町丁       | 番・番地 | 小学校             | 中学校             |
| ---------- | -------- | ------------------ | ------------------ |
| 石渡       | 全域     | 弘前市立致遠小学校 | 弘前市立第二中学校 |
| 石渡一丁目 | 全域     | 弘前市立致遠小学校 | 弘前市立第二中学校 |
| 石渡二丁目 | 全域     | 弘前市立致遠小学校 | 弘前市立第二中学校 |
| 石渡三丁目 | 全域     | 弘前市立致遠小学校 | 弘前市立第二中学校 |
| 石渡四丁目 | 全域     | 弘前市立致遠小学校 | 弘前市立第二中学校 |
| 石渡五丁目 | 全域     | 弘前市立致遠小学校 | 弘前市立第二中学校 |

## 交通
- 弘南バス
  - 石渡（弘前バスターミナル - 船沢・船沢 - 聖愛高校線）停留所。
  - 石渡南口、石渡（弘前 - 堂ヶ沢・十腰内、堂ヶ沢 - 小栗山線）停留所。
  - 石渡（小友 - 聖愛高校線、弘前バスターミナル - 三世寺経由 - 十腰内線、三世寺温泉・板柳・笹館線）停留所。